# 誤審
誤審（ごしん）とは、スポーツ競技において審判が誤った判定を下すことである。

## 概要
誤審は野球、サッカー、アメリカンフットボール、テニスなどの球技だけでなく、柔道、相撲、ボクシングなどの格闘技や、陸上競技や競馬などの競走系競技でも生じる。
アーティスティックスイミングのような審美的な採点競技においても、不適当な判定は誤審と呼ばれる。
その前提には判定を行う審判員が間違いを犯しやすい人間であることが挙げられる。また選手たちの技術向上など競技の高度化にともない、審判員にも高度な判定が求められるようになったことも原因の一つである。
さらにホームタウンディシジョンや政治的圧力などの影響から審判員が十分に独立していない場合にも誤審は起こりやすい。フィギュアスケートや体操競技などの抽象的な「美しさ」を扱う採点競技でも誤審と呼ばれる判定が少なくない。同競技では出場選手の国籍によっては採点が甘くなりやすい傾向があり、公然と「国と国との裏取引」が行われたと指摘されることもある。実際2002年ソルトレークシティオリンピックでは不可解な採点が行われ採点方式が問題になった（「2002年ソルトレークシティオリンピックのフィギュアスケート・スキャンダル」を参照）。
ワールドカップやオリンピックなど世界的な大会になると審判への賄賂が横行するといわれ、開催国に有利な判定をするような圧力が発覚した。
ファンが過熱しやすい人気スポーツ（日本ではNPBを主としたプロ野球やJリーグなど）や、競馬などの賭博行為を前提にした競技などで誤審が起こると、暴動や訴訟、騒乱事件にまで発展することもある。
また、誤審が発覚した場合、該当審判に厳重注意や罰金、出場停止などのペナルティーが科せられる事が通例だが、極めて稀なケースとして、全くの不問に処されたケースも存在する。誤審が元で審判員の職を辞した（自主・強制問わず）例も存在する。
大相撲では立行司が差し違えを起こした場合、協会へ進退伺を出すのが通例となっている。
また、公にはならないものの、三役格以下の行司も、差し違えた場合は打ち出し後に審判部に自主的に謝罪に出向くことが慣例になっている。更に、あまりにも差し違いが多い行司の場合は、最初は所属部屋の親方からの注意が与えられるが、それでも差し違いの多さが改善されず、素質がないと判断されると、別日に改めて協会と話し合い、進退を決める事になるという。

## 誤審への対策
スポーツ界では誤審が起きないよう、その競技ごとに様々な対策が取られている。副審を置くなど審判員を増やしたり、検定によって審判員のランクをつけるなどして審判の質の向上を目指すほか、ビデオによる再判定の導入、ユニフォームの特徴づけやルール改定などで判定基準を明瞭化するなどが代表的である。

### ビデオ判定の導入
MLBやNFL、日本の大相撲等では判定に対する抗議があった場合や微妙な判定の場合はVTRで確認することが認められており、実際に判定が覆ることもある。NFLの場合、かつてインスタントリプレイと呼ばれるビデオ判定制度があったが試合時間の延長につながるなどの理由で廃止された。この制度を改良し、ビデオ判定の要求をチャレンジと呼び、審判が下した判定が正しいものであった場合には要求したチームのもつタイムアウトの権利を失う形に改められた。日本プロ野球では、ホームラン性の打球の判断に限定して導入している。2018シーズンからはメジャーリーグと同様のリクエスト制度が導入された。柔道では2000年シドニーオリンピックでの誤審問題以降、誤審防止のためビデオ判定を導入した。
しかし、ビデオを確認するのも人の目であるため、完全に誤審を防ぎきれるわけではない。一例として、日本プロ野球で、ビデオ判定を経ても本塁打が三塁打とされた誤審が覆らなかったり、MLBではビデオの判定員の見落としで誤審となったことがある。詳細はビデオ判定導入後の誤審を参照。

### 機械による判定
プロテニスの一部の大会ではインスタントリプレイ制度があり、映像からのボールの軌道計算による自動判定を行う「ホークアイ」を導入している。またフェンシングでは電気審判機が用いられている。

### 高次の審判員の設置
大相撲では、あくまで行司一人が審判を行うが、元幕内力士からなる勝負審判（審判部長はほとんどが元大関以上で他の審判も多くは幕内上位経験者）が置かれ行司の判定を審査するシステムになっている。なお、実例はめったに無いが控え力士も物言いをつけることができる。
かつては物言いがついた際の判定の是非を巡る協議は中改（現在の勝負審判に対する江戸時代の呼称）、勝負検査役（同じく勝負審判に対する明治の高砂改正組から昭和中期までの呼称）による肉眼判定のみであったが、1969年3月場所2日目に戸田と大鵬の対戦で軍配が大鵬に上がりながらも物言いがつき、協議の結果は行司差し違えで戸田の勝ちと判定されたが、戸田の右足の趾が俵を割っている時点で大鵬はまだ両足がギリギリ俵の内側に残っている写真や映像の存在により世紀の大誤審として問題になり、翌5月場所より予定を前倒ししてビデオ判定が導入された。
2019年5月場所において、栃ノ心と朝乃山の対戦において軍配が栃ノ心に上がりながらも物言いがつき、協議の結果は行司差し違えで朝乃山の勝ちと判定されたが、テレビ中継の映像では栃ノ心の右足かかとは土俵からわずかに浮き、出ていないようにも見えたが、朝乃山に軍配が上がった。今回の事例はビデオ判定が導入された後だったが、大相撲では、現場の土俵下にいる審判の判断が最優先で、別室にいるビデオ係は「補足」という大原則がある。約6分間の協議の際、審判団からは「多数決」で判定を決める案も出された。しかし、ここで阿武松親方は「見えている親方が限られている中で、多数決はあり得ない」との理由で却下した。場所後の横綱審議委員会では「（委員から）物言いがついた相撲で審判長の説明を、もっと分かりやすくしてほしいという意見が出た」として、八角理事長に対して異例の改善要望が出される事態となった。改善要望が出た理由の一つとして、この取組は、栃ノ心は大関復帰がかかる10勝目、朝乃山は優勝がかかる大一番でもあったためである。このため、インターネット上などを中心にファンからは「誤審」との指摘が続出した。

### 審判員の匿名化
国家間の裏取引がしばしば指摘されていたフィギュアスケートでは、ISUジャッジングシステムを施行。採点の一部をダミージャッジとして扱うほか、採点を行った審判員の匿名化を行うことで、賄賂や政治的圧力から審査が独立しやすいようにしている。一方で、このシステムには効果がないと主張する声もある。2016年6月に匿名制度は廃止された。

### 判定基準の明瞭化
柔道の国際試合ではオランダ人柔道家アントン・ヘーシンクによって青いカラー柔道着が提唱された。特にテレビでの観戦が容易になり、結果的に「誤審も少なくなる」という主張だった。日本は主に伝統が損なわれることと経済的負担が大きい（予備も含めると白・青の計4着を用意しなければならない）ことから反対したが、現在では定着している。

## アマチュアスポーツと誤審
学生スポーツでは誤審や誤審に対する抗議等が公になることはほとんどない。
日本の高校野球では誤審や微妙な判定が勝敗を左右する事もあったが、アマチュアスポーツであることや高野連が推奨する「高校生らしい態度」などが影響し、試合中に誤審に対する抗議等が行われることはほとんどない。
しかし、試合後に高校の関係者らが教育委員会などに抗議を行った結果、誤審が発覚し、高野連が謝罪した例もある。松山対所沢商（2005年選手権埼玉大会）では球審によるカウントミス（四球のはずが四球にならず）を松山高校が指摘するが、審判団の協議の結果判定は覆らず試合を続行。敗戦した松山高校の関係者が教育委員会に異議を申立てたことで再調査が行われ、誤審であるとして埼玉県高野連が再発防止を約束し謝罪した。
2015年の全国高等学校ハンドボール選抜大会では、3月28日に行われた男子準々決勝の法政二対浦添において無効と判定されたはずの浦添のシュートが得点と認められ、法政二が抗議するも覆らず34-33で浦添の勝利で終えた。しかし、30日に誤審を認めたため既に行われていた決勝の北陸対浦和学院を前半で打ち切り両校優勝、準決勝で敗退した2校に法政二も加えた3校を3位とした。